# Atletiek op de Paralympische Zomerspelen 2024 - 100 m mannen T54
De 100 meter voor mannen klasse T54 op de Paralympische Zomerspelen 2024 vond plaats van op 4 september in het Stade de France. Deze klasse is voor atleten met onderbreking van de zenuwen in de lagere delen van de rug, zonder beenfunctie, maar met een bijna volledige armfunctie en een redelijke tot normale rompfunctie. De winnaar van 2020 was Athiwat Paeng-nuea uit Thailand. Hij werd opgevolgd door Juan Pablo Cervantes Garcia uit Mexico, de Athiwat Paeng-Nuea behaalde het zilver en Leo-Pekka Tähti uit Finland won de bronzen medaille.

## Records
Voorafgaand aan het toernooi waren dit het wereldrecord en het Paralympisch record.
| Wereldrecord        | Thailand Athiwat Paeng-Nuea | 13.63 | Hechingen | 9 mei 2024       |
| Paralympisch record | Finland Leo-Pekka Tähti     | 13.63 | Tokio     | 1 september 2012 |

## Series
De eerste drie van beide series kwalificeerden zich direct voor de finale. Van de overgebleven atletes kwalificeerden bovendien de twee snelsten zich voor de finale.

#### Serie 1
| Rang | Baan | Naam                        | Naam | Tijd  | Bijz. |
| ---- | ---- | --------------------------- | ---- | ----- | ----- |
| 1    | 8    | Athiwat Paeng-Nuea          | THA  | 13.71 | Q     |
| 2    | 2    | Juan Pablo Cervantes Garcia | MEX  | 13.84 | Q, SB |
| 3    | 4    | Hu Yang                     | CHN  | 14.24 | Q     |
| 4    | 5    | Luke Bailey                 | AUS  | 14.39 | q     |
| 5    | 3    | Vun Van                     | CAM  | 14.58 | SB    |
| 6    | 7    | Smbat Karapetyan            | ARM  | 16.98 |       |
| 7    | 6    | Malang Tamba                | GAM  | 18.13 | SB    |

### Serie 2
| Rang | Baan | Naam                       | Naam | Tijd  | Bijz. |
| ---- | ---- | -------------------------- | ---- | ----- | ----- |
| 1    | 7    | Mamudo Balde               | POR  | 13.75 | Q PB  |
| 2    | 4    | Leo-Pekka Tähti            | FIN  | 13.84 | Q     |
| 3    | 8    | Zhang Ying                 | CHN  | 14.10 | Q, SB |
| 4    | 6    | Phiphatphong Sianglam      | THA  | 14.52 | q, SB |
| 5    | 5    | Tomoki Ikoma               | JPN  | 14.73 |       |
| 6    | 2    | Hilmy Shawwal              | TAN  | 16.08 |       |
| 7    | 3    | Kesete Sibhatu Weldemariam | ERI  | 19.18 | PB    |

## Finale
| Rang   | Baan | Naam                        | Naam | Tijd  | Bijz. |
| ------ | ---- | --------------------------- | ---- | ----- | ----- |
| Goud   | 7    | Juan Pablo Cervantes Garcia | MEX  | 13.74 | R8.1  |
| Zilver | 4    | Athiwat Paeng-Nuea          | THA  | 13.79 |       |
| Brons  | 6    | Leo-Pekka Tähti             | FIN  | 13.86 |       |
| 4      | 8    | Hu Yang                     | CHN  | 14.14 |       |
| 5      | 5    | Mamudo Balde                | POR  | 14.19 |       |
| 6      | 3    | Zhang Ying                  | CHN  | 14.28 |       |
| 7      | 9    | Luke Bailey                 | AUS  | 14.39 |       |
| 8      | 2    | Phiphatphong Sianglam       | THA  | 14.84 |       |